# 纹鼬
纹鼬（学名：Mustela strigidorsa）为鼬科鼬属的动物。分布于锡金、老挝、尼泊尔、缅甸以及中国大陆的云南等地，多栖息于经常栖息于2000米以下的河谷区域以及农田埂道和村寨周围的灌丛中。该物种的模式产地在锡金。。其背部有一道白色条纹，因此得名。

## 保护
- 中国濒危动物红皮书等级：稀有
- 本种于2023年被收录入《有重要生态、科学、社会价值的陆生野生动物名录》[4]。